# 胎子ミイラ変性
胎子ミイラ変性（たいじみいらへんせい、英: mummification of fetus）とは子宮内で死亡した胎子が無菌的に水分を失って萎縮硬化し、チョコレート色を呈する状態であり、ウシに多く発生する。胎子ミイラ変性を呈する胎子をミイラ変性胎子と呼ぶ。原因には遺伝、感染、中毒などがある。母体は黄体遺残のため無発情となる。直腸検査では子宮の膨満、胎水、波動感、子宮動脈の脈動が認められず、子宮内に弾力性のない硬い物体が認められる。ミイラ変性胎子の体表に石灰が沈着して硬化したものを石子、胎膜の表面に石灰が沈着したものを石胞と呼ぶ。ウシにおいての処置はエストリオール製剤、PGF2α製剤またはデキサメサゾンの併用注射を行う。